# Гатю Йорданов
Гатю Рачев Йорданов е български революционер, деен участник в борбата за освобождението на Добруджа.

## Биография
Родителите му са източноправославни българи. През април 1914 г. е арестуван заедно с баща си от румънците и през септември същата година успяват да се освободят с подкуп. Решава да емигрира в България.
През 1915 г. постъпва в българската армия и участва в Първата световна война. След войната се установява в с. Юпер, Балбунарско.
През 1919 г. се записва в дружество „Добруджа“, а през 1924 г. влиза в редовете на ВДРО. Помощник-ръководител на бойна група в четата на Слави Алексиев и Стефан Боздуганов, както и инкасатор. Участва в сражения с въоръжени румънски банди, с жандармерия и редовна войска. Организира комитети на ВДРО в Добруджа. Освен с оръжие в ръка за пропагандни цели пренася буквари за българските училища и друга литература на български език и позиви.
Предложен е за заслуги към Родината за награда с народна пенсия и орден.